# Miguel Portillo
Miguel Alfredo Portillo (* 26. September 1982 in Gobernador Virasoro) ist ein argentinischer ehemaliger Fußballspieler, der auch die spanische Staatsangehörigkeit hat. Er war unter anderem einige Jahre für die BSC Young Boys aktiv. Er spielte in der Innenverteidigung.